# Suchoj Su-35
Suchoj Su-35, kort Su-35 (NATO-rapporteringsnamn: Flanker-M) är ett avancerat jaktflygplan utformat av det ryska bolaget Suchoj och som är i bruk i det ryska flygvapnet.

## Bakgrund

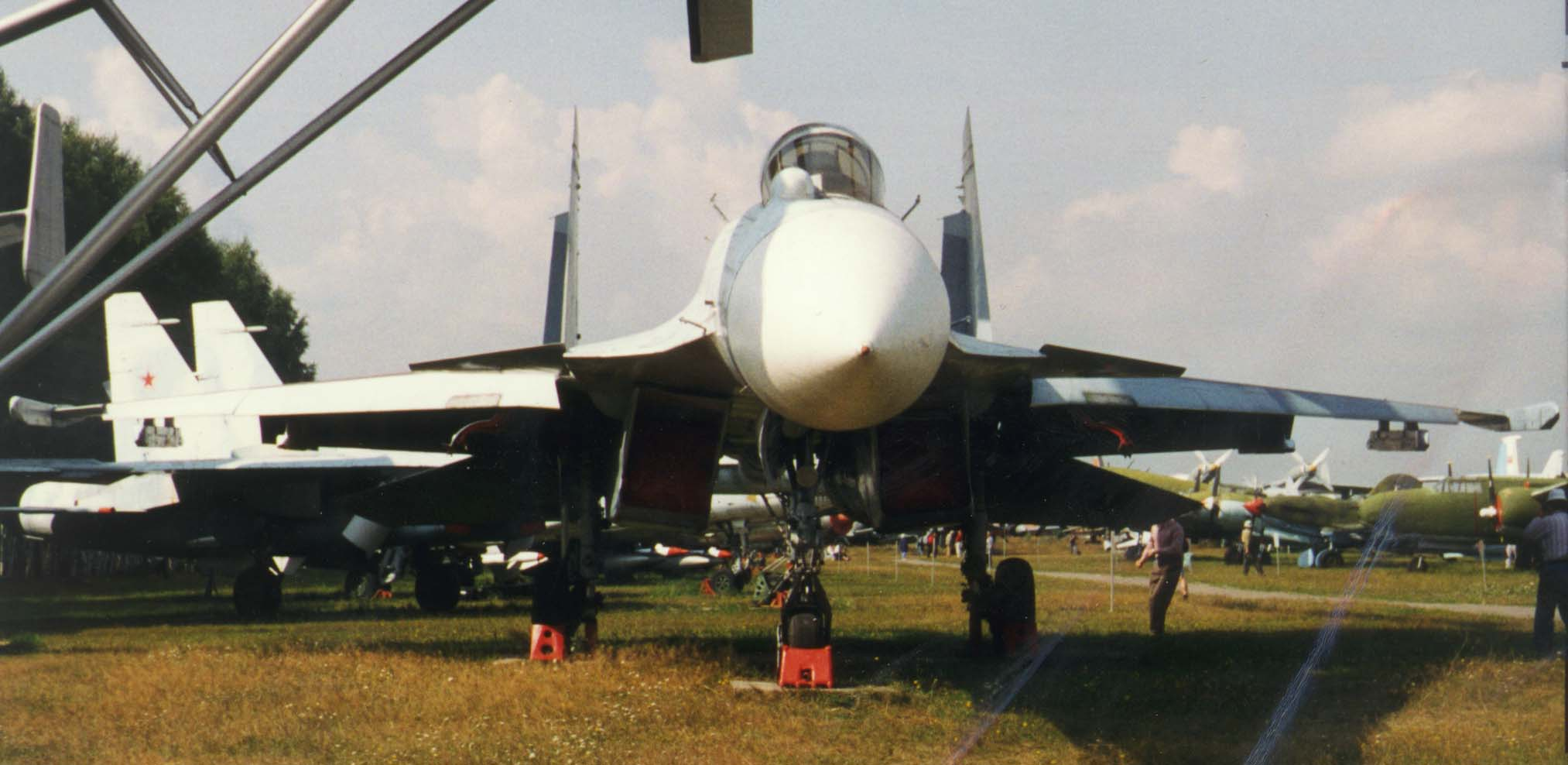
Prototyp av Su-35, nov-2005.

Planet är en vidareutveckling av det kända stridsflygplanet Suchoj Su-27 och hade från början beteckningen Su-27M.
Su-35 utvecklades för att möta upp och slå ut amerikanska stridsflygplan av typerna F-15 och F-16 i händelse av krig.
Första testflygningen av planet gjordes 1988, men det blev inte offentligt förrän 1992.
Su-35:an har stora likheter med Su-27 men många ändringar har utförts. En ny starkare motor har tillkommit och det byggs av lättare material såsom aluminium och kolfiber. Det har större nos med en kraftigare radar installerad, uppgraderad elektronik, fly-by-wire-system och är utrustat med avancerade thrust vectoring-motorer.

### Su-37-programmet stoppas
År 1996 kom ytterligare en modifierad version från Suchoj kallad Su-37. Med denna version under utveckling trodde de flesta västerländska experter att de elva Su-35:orna skulle uppdateras till Su-37:or och att Flanker-E-programmet skulle skrotas. Det som istället hände var att Su-37-programmet stoppades och att man fortsatte med Su-35.

## Su-35BM/S
Suchoj Su-35BM (Bolsjaja Modernizatsija, "Big Modernization") eller Su-35S (Strojevoj, "Combatant") som den kallas i det Ryska flygvapnet, är en uppdaterad version av det äldre Su-35 planet. Planet har ärvt utseendet från Flanker-familjen och sägs bli dess slutgiltiga version. Planet har bl.a. fått uppdaterade vapensystem, LCD-monitorer i cockpit och ny passiv radar. Planet har även fått nya motorer, Ljulka AL-41F1S (Saturn 117S), som är den senaste generationens thrust vectoring-jetmotorer vilka även kommer att användas på Su-34 och Rysslands kommande jaktflyg Su-57.

## Tillverkning och leveranser
Elva Su-35:or byggdes fram till 1994 och togs i bruk 1995. Två prototyper av Su-37 byggdes om till Su-35 åren 1996-1997.
I augusti 2009 beställde ryska flygvapnet 48 st Su-35S med planerad levereras innan 2015. År 2013 levererades 12 plan. År 2014 ytterligare 22 plan.
I april 2019 slutfördes leveransen av Kinas beställning på 24 Su-35S, som första exportland. Första delleveransen med 4 plan inleddes december 2016. Andra delleveransen på 10 plan skedde december 2017. Kostnaden per plan var 85 miljoner dollar.
I november 2020 slutfördes leveransen av ryska flygvapnets 5-årskontrakt på sammanlagt 50 Su-35S, med tre plan.
I juni 2021 var 17 av Egyptens beställning från mars 2019 på 24 plan (Su-35S/E) tillverkade. USA:s hot om sanktioner ledde dock till att kontraktet bröts och istället köpte Egypten 12 franska Rafale-plan och erbjöds köpa amerikanska F-15 Eagle. Iran visade samtidigt intresse för att köpa 64 Su-35S, varav 24 tidigare tänkt för Egypten.
Under 2022 leverades sju plan till ryska flygvapnet, tre som slutleverans på tredje beställningen från augusti 2020 och fyra plan som början på fjärde kontraktet från 2021.
Juli till oktober 2023 levererades fyra batcher med vardera två plan, till ryska flygvapnet.